# Von Zeipel (Mondkrater)
Von Zeipel ist ein Einschlagkrater auf der Rückseite des Erdmondes und kann deshalb von der Erde aus nicht direkt beobachtet werden. Er überlappt teilweise den Ostrand des größeren Kraters Fowler und dringt bis in dessen Kraterboden vor. Er liegt zwischen der gleichartigen Formation überlappender Krater aus Esnault-Pelterie und Schlesinger im Norden und dem Krater Klute im Süden.
Von Zeipel ist eine vor allem auf der westlichen und südwestlichen Seite stark erodierte Formation. Die Grenzlinie zur Umgebung lässt sich klar erkennen, obwohl der Rand abgenutzt und durch kleinere Einschläge abgerundet ist. Der südsüdwestliche Rand weist einen kleinen, erodierten Krater auf und der Kraterboden wird durch einen auffallenden, schüsselförmigen Krater in der Nordhälfte markiert.
| Buchstabe | Position            | Durchmesser | Link |
| --------- | ------------------- | ----------- | ---- |
| J         | 40,41° N, 139,66° W | 39 km       |      |